# 살리티스
살리티스는 히스코스의 첫 파라오로 그는 기원전 1648년경 이집트를 다스렸다. 그의 치세에 정확한 연대는 알려져 있지 않다. 북 이집트는 힉소스의 지배하에 있었다. 히스코스는 시나이 반도를 지나서 나일 삼각주에 정착하였다. 헥세스는 나일 삼각주와 북 이집트를 조정하였다. 시간이 지남에 따라 그들은 더욱 강력해지고 그들 자신의 왕조를 설치하였다. 약간의 학자들은 살리티스가 술탄이라고 언급한다. 이것은 아라비아어의 '강력한 왕'이라는 뜻이다. 살리티스는 멤피스를 장악하고 파라오가 되었다.
| 전 대 - | 제1대 힉소스의 국왕 기원전 1648년경 | 후 대 사키르-하르 |